# Enrico Sgrulletti
Enrico Sgrulletti (Roma, 24 aprile 1965) è un ex martellista italiano, due volte a medaglia ai Giochi del Mediterraneo e primatista italiano con 81,64 m.

## Biografia
Primatista italiano del lancio del martello con la misura di 81,64 m (stabilita il 9 marzo 1997 a Roma, stadio delle Tre Fontane all'EUR), è stato sette volte campione italiano dal 1989 al 1996 con la sola interruzione del 1991.

## Record nazionali
- Lancio del martello: 81,64 m ( Roma, 9 marzo 1997) - attuale detentore

## Palmarès
| Anno | Manifestazione          | Sede       | Evento              | Risultato | Prestazione | Note  |
| ---- | ----------------------- | ---------- | ------------------- | --------- | ----------- | ----- |
| 1989 | Mondiali militari       | Roma       | Lancio del martello | Oro       | 74,92 m     |       |
| 1990 | Europei                 | Spalato    | Lancio del martello | 7º        | 75,82 m     |       |
| 1991 | Giochi del Mediterraneo | Atene      | Lancio del martello | Argento   | 74,78 m     | [ 1 ] |
| 1992 | Olimpiadi               | Barcellona | Lancio del martello | 11º       | 72,98 m     |       |
| 1996 | Olimpiadi               | Atlanta    | Lancio del martello | 9º        | 76,98 m     |       |
| 1997 | Giochi del Mediterraneo | Narbonne   | Lancio del martello | Bronzo    | 76,32 m     | [ 1 ] |
| 1997 | Mondiali                | Atene      | Lancio del martello | 16º       | 74,70 m     |       |

## Campionati nazionali
- 7 titoli assoluti (1988/1990 e 1992/1996) ai Campionati italiani assoluti di atletica leggera
- 5 titoli invernali (1987/1988, 1990 e 1996/1997) ai Campionati italiani invernali di lanci